# Escut i bandera de Planes
L'escut i la bandera de Planes són els símbols representatius oficials de Planes, municipi del País Valencià, a la comarca del Comtat.

## Escut heràldic
L'escut té el següent blasonament:
| « | Escut ibèric, truncat. Al primer quarter, en camp d'or, dos llops passants de sable, posats en pal; bordura de gules amb vuit veneres i vuit esses d'or alternades. Al segon quarter, en camper d'or, quatre pals de gules ressaltats d'un castell d'argent. Al timbre, una corona reial oberta. | » |

## Bandera
La bandera de Planes té la següent descripció:
| « | Bandera de proporcions 2:3; en camper d'or quatre pals [en realitat, franges] de gules, i al centre l'escut municipal. | » |

## Història

Escut oficial entre 1979 i 1992.

L'escut fou aprovat per Reial Decret 2644/1979, de 5 d'octubre de 1979, publicat al BOE núm. 277, de 19 de novembre de 1979. Posteriorment va ser modificat per Resolució de 23 de desembre de 1992, del conseller d'Administració Pública, publicada al DOGV núm. 1.957, de 4 de febrer de 1993, modificant el segon quarter: abans atzur, ara amb el senyal reial) i canviant la corona tancada del timbre per una corona oberta.
A la primera partició hi apareixen les armes dels ducs de Maqueda, antics barons de Planes. A sota, els quatre pals del senyal del Regne de València, ja que la baronia va pertànyer durant un temps a la Corona, i el castell de la vila, record de l'antiga fortalesa, seu de la baronia.
La bandera fou aprovada per Resolució de 28 de desembre de 1992, publicada al DOGV núm. 1.957, de 4 de febrer de 1993.